# Rubén Tejada
Rubén Darío Tejada (nacido el 27 de octubre de 1989) es un campocorto de béisbol profesional panameño de los Leones de Yucatán de la Liga Mexicana de Béisbol (LMB) y de los Águilas de Mexicali de la Liga Mexicana del Pacífico (LAMP). Ha jugado en las Grandes Ligas de Béisbol para los Mets de Nueva York, los Cardenales de San Luis, los Gigantes de San Francisco y los Orioles de Baltimore.

## Carrera

### Inicios
Tejada nació en Santiago de Veraguas en el oeste de Panamá hijo del Rubén Sr., mecánico, y Donaji Tejada, secretaría. Tejada también tiene un hermano menor, Ernie Tejada creció a pocos metros del Estadio Omar Torrijos Herrera, donde su padre también era lanzador de Los Indios de Veraguas Al crecer, los jugadores de béisbol favoritos de Tejada eran los campocortos Derek Jeter y Omar Vizquel. En 2001, Tejada jugó para el equipo de Pequeñas Ligas de Santiago de Veraguas que representó a la región latinoamericana en la Serie Mundial de Pequeñas Ligas. En 2003, a los 13 años, Tejada comenzó a jugar como lanzador en el equipo juvenil de Los Indios de Veraguas.

### New York Mets

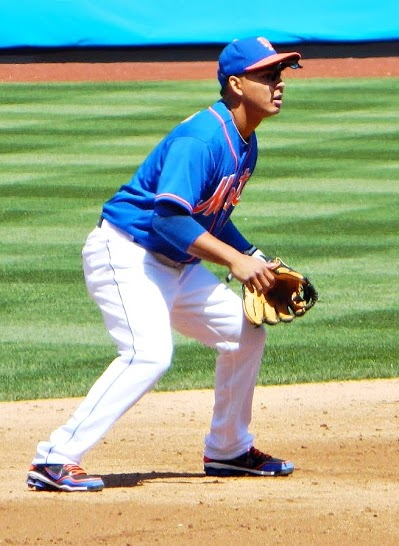
Rubén Tejada jugando como campocorto

Tejada firmó con los Mets como agente libre internacional en 2006. Debutó en el béisbol profesional en 2007. Ha jugado para los Mets de la Costa del Golfo, los Mets de Venezuela, los Mets de St. Lucie y los Mets de Binghamton. También jugó para los Surprise Rafters de la Arizona Fall League. Tejada fue invitado a los entrenamientos de primavera con los Mets en 2010. Fue el jugador de posición más joven en el roster del Día Inaugural de los Mets desde Tim Foli en 1971. El 7 de abril de 2010 hizo su debut en las Grandes Ligas y se fue de 2-0 con un HBP en 3 apariciones en el plato. El 9 de abril de 2010 registró su primer hit en las Grandes Ligas ante Tyler Walker de los Nacionales de Washington. El 4 de junio de 2010 los Mets llamaron nuevamente a Tejada para reemplazar a Luis Castillo. Con la activación de Luis Castillo de la lista de lesionados el 19 de julio de 2010, los Mets enviaron a Tejada a los Buffalo Bisons de Triple-A. Fue llamado nuevamente el 7 de agosto, luego de que Alex Cora fuera liberado y Jesús Feliciano fuera degradado a Triple A Buffalo Bisons. El 5 de septiembre de 2010, en la séptima entrada, Tejada conectó su primer jonrón de Grandes Ligas ante el lanzador de los Cachorros , Marcos Mateo, en el primer lanzamiento. Durante la temporada, bateó .213/.305/.282. El 17 de mayo de 2011 Tejada fue llamado a jugar en la segunda base, moviendo así a Justin Turner a la tercera base por el lesionado David Wright. Terminó la temporada con un promedio de bateo de .284 en 328 turnos al bate. Una vez que José Reyes firmó con los Miami Marlins, Rubén Tejada se convirtió en el campocorto titular de los New York Mets para la temporada 2012. El 1 de agosto de 2012, Tejada conectó su segundo jonrón en las mayores contra Matt Cain de los Gigantes, su primer jonrón desde el 5 de septiembre de 2010. Tejada fue colocado en la lista de lesionados de 15 días con una distensión en el cuádriceps derecho y llamó al campocorto Omar Quintanilla de Las Vegas 51s, filial triple A de los Mets, para ocupar su lugar en la lista. Sin embargo, después de la inesperada actuación de Quintanilla, los Mets enviaron a Tejada a Las Vegas. Durante la temporada, bateó .202/.259/.260. El 10 de octubre de 2015, durante el segundo juego de la Serie Divisional de la Liga Nacional de 2015, Chase Utley se deslizó y sacó a Tejada en un intento de romper lo que podría haber sido un doble play al final de la entrada, fracturando el peroné derecho de Tejada en la colisión. Los árbitros declararon que Utley estaba a salvo después de una revisión del video a pesar de que nunca tocó la base. Los Dodgers, que perdían 2-1 en el momento del incidente, se recuperaron para ganar el juego 5-2. Major League Baseball suspendió a Utley por dos juegos por su conducta "en violación de la Regla Oficial de Béisbol 5.09 (a) (13), que está diseñada para proteger a los defensores precisamente de este tipo de bloqueo rodante que ocurre lejos de la base". Utley apeló la suspensión y permaneció activo durante el resto de los juegos de postemporada de los Dodgers. Posteriormente, MLB levantó la suspensión de Utley el 6 de marzo de 2016, y el director de béisbol Joe Torre declaró: "No había nada claro que dijera que el juego violara una regla". El 15 de marzo de 2016, los Mets colocaron a Tejada en waivers, y lo liberaron al día siguiente después de aprobar las waivers.

### St. Louis Cardinals
El 19 de marzo de 2016, Tejada firmó un contrato de un año por valor de 1,5 dólares.millones con los Cardenales de San Luis. Se esperaba que reemplazara al lesionado Jhonny Peralta en el campocorto, pero el propio Tejada se lesionó el cuádriceps en el último partido de pretemporada, quedando en la lista de lesionados al comenzar la temporada. Tejada fue activado el 18 de abril, pero la vacante en el campocorto ya no estaba, siendo ocupada por Aledmys Díaz. Tejada hizo su primera aparición en las Grandes Ligas como lanzador el 20 de mayo en la novena entrada en el Busch Stadium contra los Diamondbacks de Arizona, lanzando una entrada completa y permitiendo dos carreras limpias, en jonrones consecutivos a Chris Herrmann y Brandon Drury. Los Cardenales designaron a Tejada para asignación el 28 de mayo. Tuvo seis hits en 34 turnos al bate. Tejada rechazó la asignación absoluta y se convirtió en agente libre.

### San Francisco Giants
El 13 de junio, Tejada firmó un contrato de ligas menores con los Gigantes de San Francisco. El 29 de junio, Tejada fue llamado a filas y comenzó en la tercera base después de que Matt Duffy fuera puesto en la lista de lesionados de 15 días. El 20 de julio, San Francisco lo designó para asignación. Durante la temporada, bateó .156/.270/.250 con los Gigantes en 32 turnos al bate.

### New York Yankees
El 12 de diciembre de 2016, Tejada firmó un contrato de ligas menores con los Yankees de Nueva York. El 27 de marzo de 2017, Tejada fue reasignado al campamento de ligas menores

### Baltimore Orioles
Los Orioles de Baltimore adquirieron a Tejada de los Yankees de Nueva York por consideraciones de efectivo el 4 de junio de 2017. Fue asignado a las mareas de Norfolk Triple-A. Su contrato fue seleccionado por los Orioles dos días después, el 6 de junio Tejada hizo su debut con los Orioles la noche siguiente contra los Piratas de Pittsburgh reemplazando al lesionado Manny Machado. Durante la temporada bateó .230/.293/.283 con los Orioles. El 28 de noviembre de 2017, Tejada firmó un contrato de ligas menores con los Orioles. Eligió la agencia libre el 3 de noviembre de 2018.

### New York Mets
El 23 de marzo de 2019, Tejada firmó un contrato de ligas menores para regresar a los Mets y fue asignado a Triple-A Syracuse. Bateó para el ciclo el 19 de junio de 2019 contra los Charlotte Knights. El 14 de agosto, los Mets seleccionaron el contrato de Tejada. El 22 de agosto, Tejada fue designado para asignación. Volvió a firmar un contrato de ligas menores el 1 de septiembre. Se convirtió en agente libre después de la temporada 2019.

### Toronto Blue Jays
El 17 de enero de 2020, Tejada firmó un contrato de ligas menores con los Toronto Blue Jays. Tejada fue liberado por la organización de los Blue Jays el 31 de agosto de 2020.

### Philadelphia Phillies
El 5 de mayo de 2021, Tejada firmó un contrato de ligas menores con los Filis de Filadelfia. Tejada jugó en 72 juegos para los IronPigs de Triple-A Lehigh Valley, bateando .231 con 0 jonrones y 15 carreras impulsadas. El 25 de agosto de 2021, Tejada fue liberado por los Filis.

### Chicago White Sox
El 3 de septiembre de 2021, Tejada firmó un contrato de ligas menores con los Medias Blancas de Chicago. Fue asignado a los Charlotte Knights Triple-A. Apareció en 8 juegos para Charlotte en la recta final, bateando .250/.300/.357 con 1 jonrón y 5 carreras impulsadas. Eligió la agencia libre el 7 de noviembre de 2021.

### Long Island Ducks
El 9 de febrero de 2023, Tejada firmó con los Long Island Ducks de la Liga Atlántica de Béisbol Profesional.

## Selección nacional
Tejada jugó para la selección nacional de béisbol de Panamá durante el Clásico Mundial de Béisbol de 2009 y el torneo clasificatorio al Clásico Mundial de Béisbol de 2013. En 2022, Tejada fue seleccionado para representar a Panamá en las eliminatorias al Clásico Mundial de Béisbol 2023; Panamá clasificó al torneo por primera vez en su historia. En el torneo mismo, Tejada tuvo promedio de .333/.375/.667 con cinco hits en 15 turnos al bate; Fue uno de los bateadores más productivos del equipo de Panamá, con un OPS líder del equipo de 1.042. Sin embargo, el Grupo A terminó en un empate a cinco, con los cinco equipos terminando con récords de 2-2, y Panamá fue eliminado por desempate,